# جبه نويان
جبه نویان (- 1225م)، كان قائدًا تحت قيادة جنكيز خان. أرسله جنكيز إلى تركستان الشرقية وتمكن من هزيمة کوتشلك خان. بعدما استولى جبه علي تركستان الشرقية تعامل برفق مع مسلمي تركستان وأعطاهم الحرية الدينية. وثم هاجم جنكيز الخوارزميين. وانسحب السلطان محمد برفقة جيشه إلى مدينة أترار والمدن الواقعة في ضفة نهر جيحون سنة 616 هـ. وبعد هزيمته في اشتباكات طفيفة مع المغول، دبّ الخوف من المغول في قلبه. أدرك جنكيز ضعف السلطان محمد وارتباكه، لذلك عزم على هزيمته نهائيًا قبل وصول أي إمدادات إليه، فأرسل جبه نويان لاعتقال السلطان محمد.